# Miljana Bojović
Miljana Bojović z domu Musović (serb. Миляна Мусович-Бојовић; ur. 17 maja 1987 w Mitrowicy) – serbska koszykarka, występująca na pozycji rozgrywającej, reprezentantka kraju.
23 grudnia 2017 została zawodniczką CCC Polkowice. 18 maja 2018 podpisała kolejną umowę z CCC. W sierpniu klub poinformował, iż spodziewa się ona dziecka i zawiesza karierę sportową, jej miejsce w składzie zajęła Jasmine Thomas.
21 czerwca 2019 klub CCC Polkowice poinformował, iż zawodniczka powraca do Polkowic po przerwie macierzyńskiej na kolejny sezon. 14 lutego 2020 opuściła klub.

## Osiągnięcia
Stan na 14 lutego 2020, na podstawie, o ile nie zaznaczono inaczej.
Drużynowe
- Mistrzyni:
  - Słowacji (2010, 2011, 2012, 2013, 2014)
  - Polski (2018)[8]
- Zdobywczyni:
  - pucharu:
    - Słowacji (2013)
    - Turcji (2015)
    - Francji (2017)

  - superpucharu Turcji (2014)
- Finalistka pucharu Polski (2020)[9]
- 4. miejsce w Eurolidze (2013, 2015)

Indywidualne
- Liderka:
  - w asystach ligi:
    - adriatyckiej (2018)
    - słowackiej (2012–2014)

  - PLKK w przechwytach (2018)

Reprezentacja
- Mistrzyni Europy:
  - U–18 (2005)
  - U–16 (2003)
- Wicemistrzyni:
  - świata U–19 (2005)
  - Europy:
    - U–20 (2007)
    - U–20 dywizji B (2006)
- Uczestniczka mistrzostw Europy:
  - 2007 – 12. miejsce, 2009 – 16. miejsce
  - U–18 (2004 – 4. miejsce, 2005)
- MVP mistrzostw Europy U–18 (2005)